# 마이클 온다치

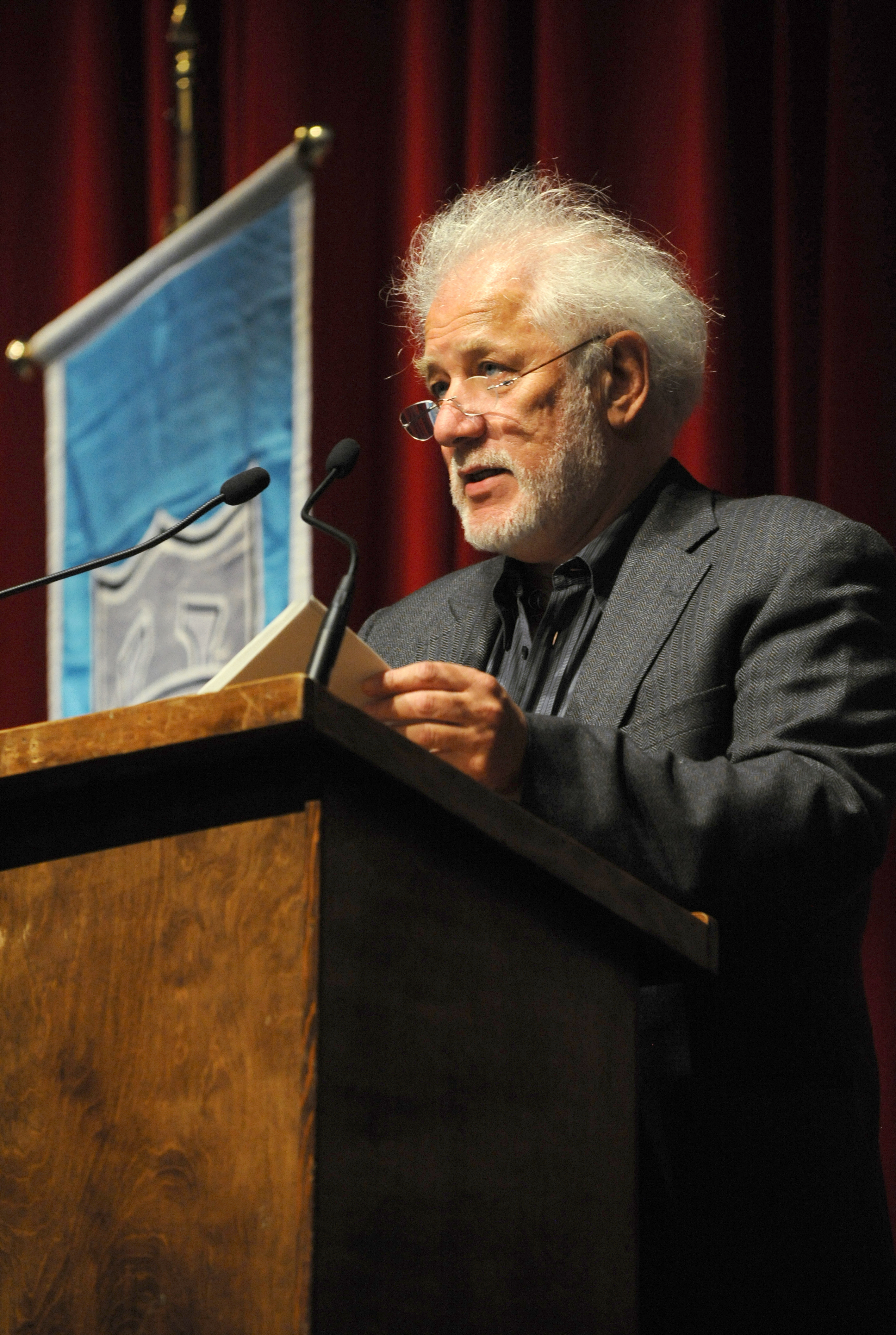

마이클 온다치(영어: Michael Ondaatje, 1943년 9월 12일 ~ )는 소설가이자 시인이다. 스리랑카에서 태어났으나 1954년에 어머니와 함께 캐나다로 이주했다. 이주 후 1962년에는 캐나다 국적을 취득했다. 토론토 대학의 유니버시티 칼리지에서 영문학을 전공으로 학사 학위를 땄으며 퀸즈 대학교에서 석사 학위를 땄다. 그 후 잠시 동안 웨스턴 온타리오 대학교에서 교수로 지냈다. 총 6권의 시집을 내고, 캐나다 문학상을 두 번 수상했다. 1976년 초기 소설 《Coming Through Slaughter》를 발표한 이래, 1982년 《Running in the Family》, 1987년 《In the Skin of a Lion》 등의 소설작품을 발표했다. 훗날 영화로도 제작된 《잉글리쉬 페이션트》를 1991년에 발표한 후에는 1992년에 맨 부커 상을 받았다.